# Manuel Rodríguez Torices
Manuel Rodríguez Torices y Quirós (Cartagena de Indias, 24 de mayo de 1788-Santafé de Bogotá, 5 de octubre de 1816) fue un abogado, periodista y estadista colombiano. Firmó la constitución del estado de Cartagena de Indias de 1812.

## Infancia y formación
Nació el 24 de mayo de 1788, siendo hijo de Matías Rodríguez Torices, nacido en Burgos (España), y María Trinidad Quirós Navarro, nacida en Bogotá. La partida de nacimiento de Rodríguez Torices y Quirós decía:

Yo, el Dr. Don Gregorio Manuel Guillén Cura, teniente del Sagrario de esta Sta. Iglesia Catedral, en ella Maestro de Sagradas Ceremonias y Revisor de Libros de Santo Oficio de la Inquisición, CERTIFICO: Que en uno de los parroquiales que son de mi cargo, en donde se apuntan las partidas de bautismos de españoles que se hacen en dicha Santa Iglesia, al folio 10 se halla un Capítulo de tenor siguiente: En la Ciudad de Cartagena de Indias a 20 de Mayo de 1788 años: Yo, el Dr. Dn. Gregorio Manuel Guillén, Cura Teniente del Sagrario de esta Iglesia Catedral en ella Maestro de Sagradas Ceremonias y Revisor de Libros del Santo Oficio de la Inquisición, bauticé, puse óleo y Crisma a Manuel Juan Robustismo de los Dolores, que nació el día 24 del corriente, hijo legítimo de Dn. Matías Rodríguez Torices, de los Reinos de España, natural de Arzobispado de Burgos, y de Doña María Trinidad Quirós Navarro, natural de la ciudad de Santa Fé. Abuelos paternos Don Felipe Antonio Espinosa y Doña María Josefa Rodríguez Torices naturales de la villa del Dozal del dicho Arzobispado de Burgos; maternos: Don Manuel Francisco de Quirós y Doña Francisca Navarro y Acevedo, el primero de los Reinos de España y la segunda de dicha ciudad. Fueron sus padrinos Don Felipe Antonio Espinosa, Alguacil Mayor Executor de la Real Hacienda y su esposa Doña Francisca Quirós, persona inteligente, de la obligación y parentesco espiritual que contraían.
Y lo firmé Dr. Gregorio Manuel Guillén.

Estudió sus primeras letras en Cartagena y sus estudios posteriores en el Colegio Mayor de Nuestra Señora del Rosario, donde recibió el título de abogado. Ayudó a Francisco José de Caldas con la redacción del Semanario del Nuevo Reino de Granada y luego fue cofundador del periódico El Argos Americano con José Fernández Madrid. Tuvo un importante papel en la independización de la provincia de Cartagena (la primera en declarar su independencia absoluta de España en la Nueva Granada), alentando el deseo de independencia y siendo uno de los firmantes del acta de independencia de la provincia el 11 de noviembre de 1811. En 1812 fue elegido presidente del Estado Libre de Cartagena.
El 23 de septiembre de 1814 el Congreso de las Provincias Unidas de la Nueva Granada formó un triunvirato que manejara el poder ejecutivo, el cual fue conformado por Manuel Rodríguez Torices, Custodio García Rovira (reemplazado por Antonio Villavicencio) y José Miguel Pey. Ese mismo año dejó Cartagena y se dirigió a Bogotá a asumir su cargo. Asumió su turno de presidir el triunverato durante cuatro meses de 1815.
Posteriormente el Congreso eligió a Camilo Torres Tenorio como presidente de las Provincias Unidas de la Nueva Granada y a Rodríguez Torices como vicepresidente.
La reconquista, comandada por Pablo Morillo, obligó a Rodríguez Torices, Camilo Torres Tenorio y a otros patriotas a huir de Bogotá, dirigiéndose hasta Popayán. En esta ciudad fueron apresados y llevados de vuelta a Bogotá. Allí fue juzgado por el Consejo de Guerra Permanente, quien lo condenó a la pena capital y la confiscación de sus bienes.
Rodríguez Torices fue ejecutado el 5 de octubre de 1816 en Bogotá, junto con Camilo Torres Tenorio. Sus cuerpos fueron descuartizados y expuestos en diferentes sitios de la ciudad como escarmiento público a los independentistas. Su cabeza fue expuesta en la hoy Calle 13 en donde se encuentra la Estación de la Sabana.